# Byala Slatina (huyện)
Byala Slatina là một huyện thuộc tỉnh Vratsa, Bungaria. Dân số thời điểm năm 2001 là 31292 người.